# Вук Јовановић
Вук Јовановић (Цетиње, 23. март 1989) српски је глумац и музичар. 

## Биографија
Вук Јовановић је рођен на Цетињу. Одрастао је на Светом Стефану. Основну и средњу школу је завршио у Будви.

## Филмографија
| Год.        | Назив                             | Улога               |
| ----------- | --------------------------------- | ------------------- |
| 2010.-те    |                                   |                     |
| 2010.       | Златна лига                       | Иван                |
| 2012.-2013. | Будва на пјену од мора            | Петар Миловић       |
| 2013.       | Црвени снег                       | Петар               |
| 2014.       | Европа, бре!                      | Немања              |
| 2015.       | Off                               | Милан Лубарда       |
| 2018.       | Заспанка за војнике               | поручник Александар |
| 2018.-2019. | Убице мог оца                     | Милика Лекић        |
| 2019.       | Заспанка за војнике (мини-серија) | поручник Александар |
| 2020.       | Тајкун                            | Бојан Симоновић     |